# Paul Rose (Schauspieler)
Paul Artur Max Rose (* 31. Juli 1900 Berlin; † 25. Dezember 1973 in Baden-Baden) war ein deutscher Theaterleiter und Schauspieler.
Bereits Pauls Vater Bernhard Rose war Theaterleiter und Schauspieler. Seine beiden Brüder Hans Rose und Willi Rose waren ebenfalls Schauspieler. Er erlernte die Schauspielkunst bei Max Reinhardt und hatte anschließend verschiedene Engagements in Liegnitz (1918), Barmen-Elberfeld (1919–1920) und am Nationaltheater Mannheim (1920–1923) bevor er 1924 an das Rose-Theater seines Vaters wechselte. Ab 1927 war Paul Theaterleiter bis zur Zerstörung des Theaters 1944/45 und wurde Nachfolger seines verstorbenen Vaters. Während seiner Zeit am Rose-Theater war Rose mit Gerhart Hauptmann befreundet und lernte seine Frau und Schauspielerin Traute Rose kennen, die er 1925 heiratete. Er bevorzugte naturalistische Stücke und führte neu die Stücke von Hermann Sudermann und Ernst von Wildenbruch auf. Berühmt machte ihn seine Faust-Aufführung im Jahre 1937.
Nach dem Krieg wurde Rose für kurze Zeit Intendant am Theater in Köthen, wo er das Talent von Horst Tappert erkannte und förderte. Am 15. Juni 1947 wurde er Intendant am Landestheater Württemberg-Hohenzollern in Tübingen und ab 1. August 1950 Leiter des Staatstheater Kassel. Nachdem sein Vertrag nicht verlängert wurde und er als freier Regisseur und Schauspieler in Heidelberg, Karlsruhe, Stuttgart, Wiesbaden, Schweinfurt und Berlin gearbeitet hatte, erhielt er 1953 die Berufung als Intendant an das Badische Staatstheater in Karlsruhe. 1956 wurde er Generalintendant und blieb in Karlsruhe bis zu seiner Pensionierung im Jahre 1962. Er erhielt wegen seiner Verdienste um das Theater das Bundesverdienstkreuz.
Rose hatte einen Sohn und eine Tochter.

## Veröffentlichungen
- 1969: Berlins grosse Theaterzeit, Rembrandt-Verlag
- 1943: Der sezierte Pegasus – eine frohe Philosophie der deutschen Schaubühne[2]
- 1942: Don Ranudo de Colibrados, Drei Masken Verlag
- 1939: Versailles 1919, Bloch Verlag
- 1938: Vincent van Gogh, Bloch Verlag
- 1938: Vincent van Gogh, P. Rose
- 1931: Festschrift zum 25-jährigen Bestehen des Rose-Theaters [Berlin], 29. Sept. 1906–1931, Rose-Theater